# Salvador Sánchez-Terán Hernández
Salvador Sánchez-Terán Hernández   (Logronyo, 19 d'abril de 1934 - Madrid, 31 de desembre de 2022) va ser un enginyer i polític espanyol, que fou diverses vegades ministre en els primers governs espanyols de la Unió de Centre Democràtic (UCD).

## Biografia
Va néixer el 19 d'abril de 1934 a la ciutat de Logronyo, indret on el seu pare es trobava per motius professionals. Va estudiar enginyeria de camins, canals i ports, es va llicenciar l'any 1958.
Inicià la seva activitat professional a l'empresa privada, però el 1959 fou contractat inicialment pel Ministeri de l'Habitatge. Posteriorment, va esdevenir cap del servei de planejament d'obres de la Direcció General de Carreteres. Entre 1970 i 1973 fou director general de RENFE, i posteriorment conseller de l'Institut Nacional d'Indústria (INI).

## Activitat política
Membre de la Unió de Centre Democràtic (UCD), l'any 1976 fou nomenat governador civil de la província de Barcelona en substitució de Rodolfo Martín Villa, càrrec que va ocupar fins a l'abril de 1977. A les eleccions generals d'aquell any fou escollit diputat al Congrés per la província de Salamanca, en les eleccions generals de 1979 fou reescollit diputat. Després de les eleccions de 1977 fou nomenat assessor del president Adolfo Suárez. Va ser el delegat del Govern en les negociacions realitzades amb Josep Tarradellas per al restabliment de la Generalitat de Catalunya.
Secretari d'Organització de la UCD i membre del Comitè Executiu Nacional, el maig de 1978 fou nomenat ministre de Transports i Comunicacions, càrrec que desenvolupà fins al final de la Legislatura Constituent, i el maig de 1980 ministre de Treball, càrrec que desenvolupà fins al setembre del mateix any.